# アメリカ海軍
アメリカ海軍（アメリカかいぐん、英語: United States Navy、USN）は、アメリカ合衆国の海軍である。アメリカ軍の6つの軍種の1つ。アメリカ合衆国に8個ある武官組織の1つ。

## 概要
原子力空母11隻と揚陸艦31隻、原子力潜水艦71隻を中核に、80隻以上の巡洋艦と駆逐艦（全てイージス艦）など主要水上戦闘艦約270隻、戦闘攻撃機や対潜哨戒機などの作戦機約2,640機を保有し、現役・予備役合わせて約43万人の構成員が所属する世界最大規模の海軍である。近年の予算規模は約1200億ドル前後、日本円で10兆円から15兆円程度で推移しており、予算的にも世界最大である。
アメリカ艦隊総軍を中心とした艦隊を世界各地の海域に展開している。

## 歴史

アメリカ海軍国籍旗

アメリカ海軍は、アメリカ独立戦争中に設立された大陸海軍を起源としている。大陸海軍は、1775年10月13日の大陸会議によって、設置が承認された。イギリス陸軍への軍需物資を搭載した輸送船を妨害するために、2隻の武装船を準備したことから始まっている。1789年に批准されたアメリカ合衆国憲法は、議会に「海軍を提供し養う」ことの権限を与えた。これに基づいて議会は、6隻のフリゲートの配備および艦への人員配置を命じた。6隻のうちの1隻で「オールド・アイアンサイズ」として親しまれている「コンスティチューション」は、現在もボストンに保存されている。「コンスティチューション」は現在もアメリカ海軍の現役艦である。
アメリカ独立戦争中に艦船数は50隻を数え、最盛期は20隻以上が活動した。アメリカ独立戦争の終了に伴い、大陸会議は大陸海軍の艦船を売却して人員を復員させ、海軍は解散した。
1794年になるとヨーロッパの政情不安に伴い、商船の航行に不安が生じた。憲法の規定に従い、議会は1794年3月27日に6隻のフリゲートの建造を命じ、1797年にユナイテッド・ステーツ (USS United States)、コンステレーション (Constellation)、コンスティテューション  (Constitution) の3隻が就役し、1812年の米英戦争でイギリス海軍と戦闘して撃破した。
議会が1798年4月30日に海軍省を設立するまで、旧陸軍省 Department of Warが海軍の事務を処理した。海軍は1949年に国防総省の一部になった。
1798年の時点で正規の軍艦14隻の規模となったアメリカ海軍は、1799年にイギリスとの協定によりカリブ海の哨戒任務に就き、フランス海軍と非公式な交戦を幾度も経験した。1801年に北アフリカのバルバリ諸国と戦争状態になり、海軍はトリポリに出動しデルナ攻略を支援した。
南北戦争中に、革新的な甲鉄艦を運用した。1880年代から近代化して有力艦艇の増強を行い、1898年の米西戦争のマニラ湾海戦とサンチャゴ・デ・キューバ海戦でスペイン艦隊を壊滅させる。20世紀初頭に世界で上位の海軍となり、1907年から1908年にかけてグレート・ホワイト・フリートの世界一周航海で特に日本に示威を与えた。第一次世界大戦では相対的に低調な活動であったが、第二次世界大戦では特に太平洋戦線で活動し、圧倒的物量で戦時を拡張して世界最大の海軍へ成長し、日本海軍に勝利した。

### 第二次世界大戦から現在
日本海軍の真珠湾攻撃により、アメリカは第二次世界大戦に参戦した。太平洋では日本の空母機動部隊に対抗するために、15隻以上の正規空母と数10隻の護衛空母を中心とした多数の大艦隊で対抗し、日本海軍を壊滅させた。大西洋や地中海では、ドイツ海軍の潜水艦による通商破壊作戦に対応し、対潜水艦戦術を進化させて護衛空母と護衛駆逐艦を大量に投入して勝利した。

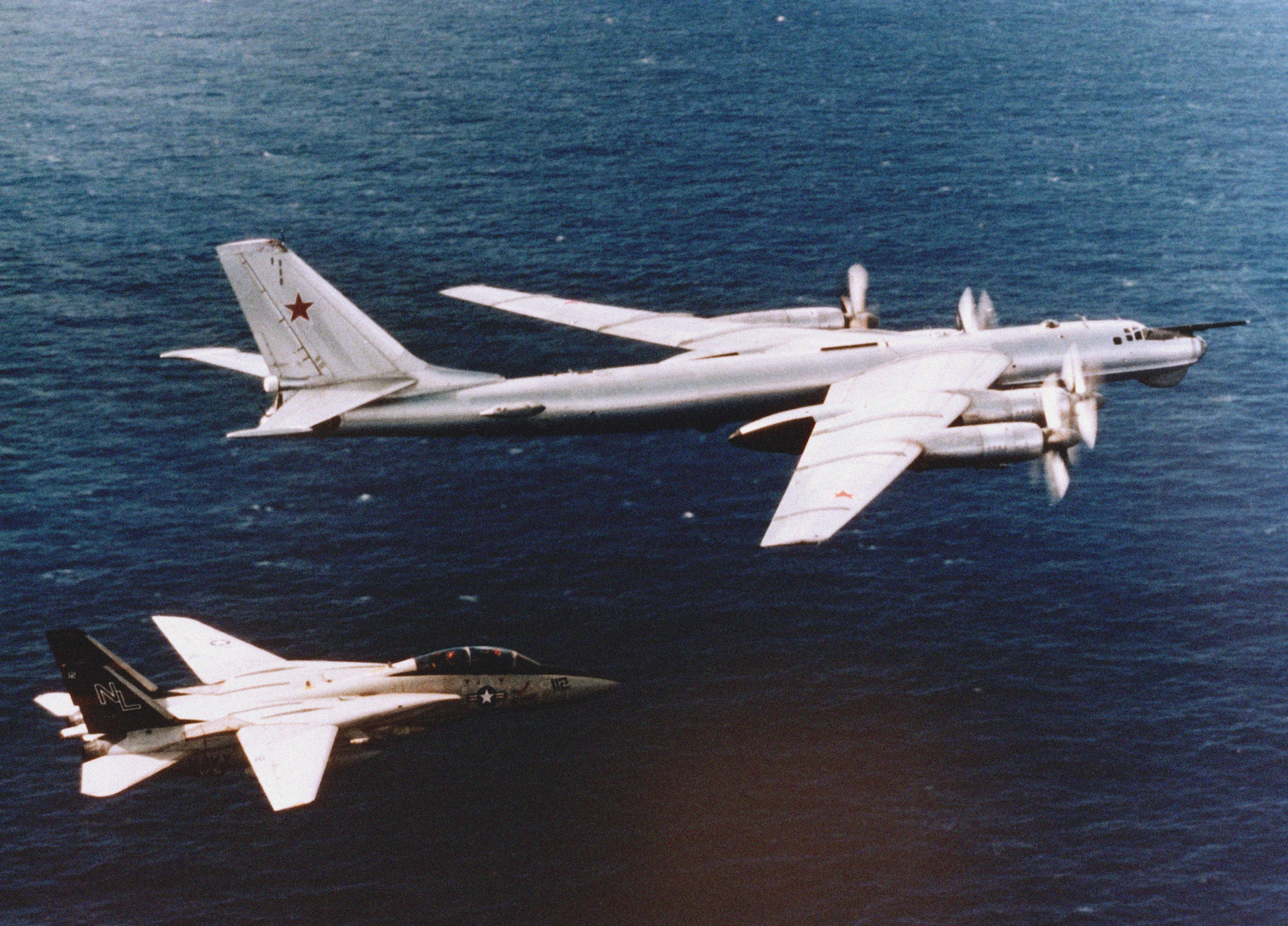
ソ連空軍のTu-95爆撃機を追うアメリカ海軍のF-14戦闘機

第二次世界大戦が終わり、アメリカを中心とした西側諸国と、ソビエト連邦を中心にした東側諸国の冷戦が始まると、二度の世界大戦で疲弊したイギリス海軍は縮小されてアメリカ海軍が世界に展開する。東ヨーロッパが次々と共産化されると、イギリス海軍と共に地中海に艦隊を派遣してギリシャの共産化を防いだ。
朝鮮戦争ではアメリカ軍が中心となって国連軍として戦い、中東戦争が始まると牽制のために艦隊が派遣され、ベトナム戦争でも機動部隊が派遣された。第二次世界大戦後は、イギリス海軍からアメリカ海軍へ世界の海の覇権が移った。
その後もソ連海軍に対抗するために、退役したアイオワ級戦艦にトマホーク巡航ミサイルを搭載して現役に復帰するなど、海軍は拡張されて約600隻の大艦隊を維持したが、冷戦終結後の軍縮により、2020年で296隻に減少している。
冷戦時は敵の艦隊を攻撃して制海権を維持することを最大の任務としたが、冷戦後はアメリカ海軍に対抗する海軍は無く、地域紛争に対応するため海から陸上へ「フロム・ザ・シー」任務が変わった。
トランプ政権は、トランプがアメリカ軍の再建を掲げ、2020年度造船計画で2034年までに海軍の保有艦艇を355隻に増やすことを示した。財政難からその実現は危ぶまれた。

## 組織
アメリカ合衆国憲法の規定により、アメリカ海軍の編成権及び統轄及び規律に関する規則を定める権限は、アメリカ合衆国議会にある。
- 海軍省（Department of the Navy 略称:DON）
  - 海軍長官（Secretary of the Navy 略称:SECNAV）
    - 海軍次官 (Under Secretary of the Navy)…長官に次ぐナンバー2。定数1人。
      - 海軍次官補 (Assistant Secretary of the Navy)…現在の定数は4人。

- 研究開発・調達担当次官補 (Research, Development and Acquisition) …兵器のR&Dや調達を統括。
- 人的資源・予備役担当次官補 (Manpower and Reserve Affairs) …人員管理や予備役問題を統括。
- 財務・会計管理担当次官補 (Financial Management and Comptroller)
- エネルギー・施設・環境担当次官補 (Energy, Installations and Environment) …施設管理や労務の安全衛生等を統括。

- 首席法律顧問 (General Counsel of the Navy)…長官、次官に次ぐナンバー3のポスト。

- 海軍作戦本部（Office of the Chief of Naval Operations 略称:OPNAVもしくはOCNO）
  - 海軍作戦部長（Chief of Naval Operations 略称:CNO）大将が補職される。
以下の2つのポストは、VCNOを通さないCNO直属のポストである。
    - 海軍原子力推進機関部長[10] (Director, Naval Nuclear Propulsion)…空母や潜水艦で採用されている原子力推進機関の安全管理や運用に責任を負う海軍原子力推進機関部 (Naval Reactors) の長で、作戦部長と同じく大将が補職される[注釈 1]。原子力推進機関部長は、エネルギー省国家核安全保障局の海軍原子力推進機関担当副長官 (Deputy Administrator, NNSA's Naval Reactors) を兼ねる。
    - 海軍最先任上等兵曹（Master Chief Petty Officer of the Navy 略称:MCPON）…海軍下士官の最高位。定員は1人。

    - 海軍作戦次長（Vice Chief of Naval Operations 略称:VCNO）…海軍作戦本部のナンバー2。作戦部長と同じく大将が補職され、作戦部長に事故ある時はその職務を代行する[注釈 2]。
    - 海軍作戦本部事務局長（Director, Navy Staff 略称:DNS）…中将（3つ星）が補職されている。OPNAVにおいては、CNO、VCNOに次ぐナンバー3の位置付けとされている。
    - 海軍作戦副長（Deputy Chief of Naval Operations 略称:DCNO）…OPNAVでは、担当する部門ごとに第1部 (N1) から第9部 (N9) まで、存在しない第7部 (N7) を除いて8分された部局があり、現在は6人のDCNOが置かれ、これら部局を統括している[注釈 3]。このうち第1部 (N1) の長である人的資源・人事・訓練・教育担当副長 (Deputy Chief of Naval Operations〈Manpower, Personnel, Training & Education〉) は、海軍人事局長（Chief of Naval Personnel 略称:CNP）を兼務する。
    - 艦隊総軍 (FLTFORCOM)
      - 第2艦隊（北西大西洋）
      - 第4艦隊（南アメリカ近海）

    - 太平洋艦隊 (PACFLT)
      - 第3艦隊（東太平洋）
      - 第7艦隊（西太平洋・インド洋）

    - 欧州海軍 (NAVFOREUR)
      - 第6艦隊（東大西洋・地中海）

    - 中央海軍司令部 (NAVCENT)
      - 第5艦隊（アラビア海）

  - 海軍特殊戦コマンド
    - 海軍特殊部隊：Navy SEALs・DEVGRU

  - 軍事海上輸送司令部
    - 近代戦争に不可欠な輸送・補給を担当する。海上輸送や事前集積を管理している。

  - 海軍予備役部隊
    - 予備役の艦艇や兵員の管理を担当する。

指揮・統制
海軍省の長である海軍長官（文官）は、合衆国法典第10編の規定の下、海軍省の政策を決定し合衆国議会へ報告する義務を負う。又、海軍事務を指揮・監督する権限および義務を負っている。すなわち、海軍省の人員を補充し、組織し、供給し、装備し、訓練し、動員し、復員させ、海軍の艦船、施設、および設備についての建造、支給、修理を監督する。
海軍作戦部長は、海軍の軍人のトップであり、二代目以降においては、4つ星の将官である大将以上が任命され統合参謀本部のメンバーとなる。海軍作戦部長は他の統合参謀本部のメンバーと同じく作戦部隊に対する直接作戦指揮権はなく、あるのは海軍省が策定した政策の行政執行権だけであり、海軍部隊の即応状態を直接維持し統合軍に部隊を拠出するまでの責任を負っている。
作戦指揮は、軍最高司令官である合衆国大統領から国防長官を通じて各統合軍司令官に直接伝達される。海軍作戦部長は、陸軍・空軍・海兵隊・宇宙軍の参謀総長等と共に統合参謀本部に加わり大統領に作戦上のアドバイスをする立場にある。
ナンバー艦隊
序数艦隊、ナンバード・フリート (numbered fleets) 。
- 第1艦隊 - 1946年結成。1973年に第3艦隊に統合され欠番。海軍が正式編成される1798年までアメリカ沿岸警備隊が合衆国初の海上部隊であった事に敬意を表し、同隊の非公式名称であった。
- 第2艦隊 - 北西大西洋海域を所管。母港 : バージニア州ノーフォーク (ノーフォーク海軍基地)
- 第3艦隊 - 東太平洋および北太平洋担当。司令部及び母港：カリフォルニア州サンディエゴ（ポイント・ロマ海軍基地）。
- 第4艦隊 - 中南米担当。司令部：フロリダ州ジャクソンビルのメイポート海軍補給基地。
- 第5艦隊 - アラビア海などを担当。司令部及び母港：バーレーンのマナーマ。
- 第6艦隊 - 東大西洋・地中海担当。旗艦：マウント・ホイットニー (USS Mount Whitney, LCC-20)、母港：イタリアのガエッタ。
- 第7艦隊 - 西太平洋およびインド洋担当。旗艦：ブルー・リッジ (USS Blue Ridge, LCC-19)、母港：日本の横須賀。
- 第10艦隊 - サイバー戦担当。艦隊サイバーコマンド (U.S. Fleet Cyber Command) の別名を持つ。陸軍・空軍・海兵隊の各軍のサイバー戦担当部隊と共に、2010年5月に実働を開始したサイバー軍 (USCYBERCOM) の一翼を担う。

任務部隊
戦闘艦艇の部隊編成は基本的に任務部隊（タスクフォース）制をとる。主な部隊はCSG（Carrier Strike Group=空母打撃群）、ESG（Expeditionary Strike Group=遠征打撃群）、SAG（Surface Action Group=水上戦闘群）など。
統合軍との関係
各艦隊は部隊管理組織であり、海軍作戦総長の指揮を受ける。作戦行動は各統合軍司令官の指揮を受けている。艦隊司令官と統合軍海上部隊司令官が兼任である場合もあり、各艦隊と統合軍海上部隊がほぼ同義とみなせるケースもある。
- アメリカ統合戦力軍-艦隊総軍：第2艦隊・（第3艦隊）
- アメリカ南方軍-南方海軍：第4艦隊
- アメリカ欧州軍-欧州海軍：第6艦隊
- アメリカアフリカ軍：第6艦隊
- アメリカ中央軍-中央海軍：第5艦隊
- アメリカインド太平洋軍-太平洋艦隊：第3艦隊・第7艦隊
- アメリカ輸送軍：海上輸送司令部
- アメリカ特殊戦力軍：海軍特殊作戦司令部
- アメリカ戦略軍：海軍潜水艦部隊 (NAVSUBFOR)

## 階級

### 将校/士官
| 将官               | 将官         | 将官              | 将官                                            | 将官                                            |
| 元帥 Fleet Admiral | 大将 Admiral | 中将 Vice Admiral | 少将（上級）・上級少将 Rear Admiral, Upper Half | 少将（下級）・下級少将 Rear Admiral, Lower Half |
| O-11               | O-10         | O-9               | O-8                                             | O-7                                             |
| ------------------ | ------------ | ----------------- | ----------------------------------------------- | ----------------------------------------------- |
|                    |              |                   |                                                 |                                                 |
| FADM               | ADM          | VADM              | RADM                                            | RDML                                            |

1. 1 2  日本語表記についてはアメリカ軍の階級を参照

| 佐官・尉官   | 佐官・尉官     | 佐官・尉官                | 佐官・尉官      | 佐官・尉官                   | 佐官・尉官  |
| 大佐 Captain | 中佐 Commander | 少佐 Lieutenant Commander | 大尉 Lieutenant | 中尉 Lieutenant Junior Grade | 少尉 Ensign |
| O-6          | O-5            | O-4                       | O-3             | O-2                          | O-1         |
| ------------ | -------------- | ------------------------- | --------------- | ---------------------------- | ----------- |
|              |                |                           |                 |                              |             |
| CAPT         | CDR            | LCDR                      | LT              | LTJG                         | ENS         |

### 准士官
|  |  |  |  |  |

### 下士官
| 下士官                                                        | 下士官                                                         | 下士官                                                | 下士官                                    | 下士官                                              | 下士官                                  |
| 海軍最先任上級上等兵曹 Master Chief Petty Officer of the Navy | 艦隊/部隊最上級上等兵曹 Fleet/Force Master Chief Petty Officer | 指揮最上級上等兵曹 Command Master Chief Petty Officer | 最上級上等兵曹 Master Chief Petty Officer | 指揮上級上等兵曹 Command Senior Chief Petty Officer | 上級上等兵曹 Senior Chief Petty Officer |
| E-9                                                           | E-9                                                            | E-9                                                   | E-9                                       | E-8                                                 | E-8                                     |
| ------------------------------------------------------------- | -------------------------------------------------------------- | ----------------------------------------------------- | ----------------------------------------- | --------------------------------------------------- | --------------------------------------- |
|                                                               |                                                                |                                                       |                                           |                                                     |                                         |

| 下士官                       | 下士官                             | 下士官                              | 下士官                             |
| 上等兵曹 Chief Petty Officer | 一等兵曹 Petty Officer First Class | 二等兵曹 Petty Officer Second Class | 三等兵曹 Petty Officer Third Class |
| E-7                          | E-6                                | E-5                                 | E-4                                |
| ---------------------------- | ---------------------------------- | ----------------------------------- | ---------------------------------- |
|                              |                                    |                                     |                                    |

### 兵
| 兵              | 兵                         | 兵                      |
| 上等水兵 Seaman | 一等水兵 Seaman Apprentice | 二等水兵 Seaman Recruit |
| E-3             | E-2                        | E-1                     |
| --------------- | -------------------------- | ----------------------- |
|                 |                            | 階級章なし              |

## 主要基地・施設

### 国内
- ノーフォーク海軍基地（バージニア州） - 世界最大の海軍基地。アメリカ艦隊総軍司令部所在。
- パールハーバー・ヒッカム統合基地（ハワイ州） - 真珠湾。太平洋艦隊司令部所在。
- サンディエゴ海軍基地（カリフォルニア州） - アメリカ西海岸の主要港。
- メイポート海軍補給基地（フロリダ州）
- ニューポート・ニューズ造船所 (バージニア州)- アメリカ国内唯一の大型空母建造施設

### 国外
- 横須賀海軍施設（日本国神奈川県横須賀市） - アメリカ海軍太平洋艦隊第7艦隊司令部所在。米海軍最大の海外基地。
- 佐世保海軍施設（日本国長崎県佐世保市） - アメリカ海軍太平洋艦隊第7艦隊の一部が駐留する基地。米軍組織上は、佐世保艦隊基地 (FAS) と横須賀補給センター  (FISCY) 佐世保支所の2組織に大別される。
- ナポリ海軍支援施設（イタリア共和国カンパニア州ナポリ） - アメリカ欧州海軍司令部所在。
- バーレーン海軍支援施設（バーレーン南部県) - アメリカ中央海軍司令部所在(シェイク・イサ空軍基地)。

## 装備

### 艦船
過去に就役した艦艇については「アメリカ海軍艦艇一覧」を参照。
アメリカ海軍の戦闘艦の名前はすべて「アメリカ軍艦」(United States Naval Ship)を意味する艦船接頭辞USNSで始まる。アメリカ海軍の非戦闘、民間の有人船は「合衆国の船」(United States Ship) を表すUSSから始まる名前を持っている。
艦艇のタイプを指定するための文字に基づいた船体分類シンボルを使用する。

#### 潜水艦
戦略型原子力潜水艦 (SSBN)
- オハイオ級×14隻
- コロンビア級×0隻（１隻建造中、2隻計画中）

巡航ミサイル搭載型原子力潜水艦 (SSGN)
- 改オハイオ級×4隻

攻撃型原子力潜水艦 (SSN)
- バージニア級×24隻（8隻建造中、12隻計画中）
- シーウルフ級×3隻
- ロサンゼルス級×23[13]

#### 航空母艦
原子力空母(CVN)

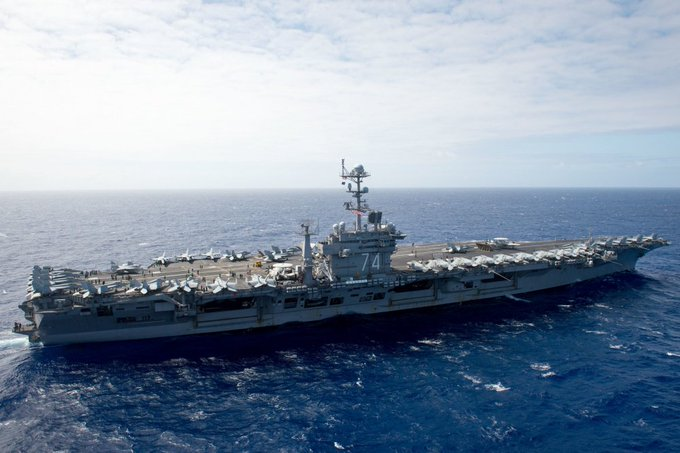
USS ジョン・C・ステニス

- ジェラルド・R・フォード級×1隻（3隻建造中、2隻計画中）
- ニミッツ級×10隻

#### 巡洋艦
ミサイル巡洋艦 (CG)
- タイコンデロガ級×10隻

#### 駆逐艦
ミサイル駆逐艦 (DDG)
- ズムウォルト級×3隻
- アーレイ・バーク級フライトI×1隻
- アーレイ・バーク級フライトIA×20隻
- アーレイ・バーク級フライトII×7隻
- アーレイ・バーク級フライトIIA×45隻（2隻建造中）
- アーレイ・バーク級フライトIII×1隻（9隻建造中、14隻計画中）

#### フリゲート
沿海域戦闘艦 (LCS)
- フリーダム級×8隻（3隻建造中）
- インディペンデンス級×15隻（2隻建造中）

ミサイルフリゲート
コンステレーション級×0隻（1隻建造中、5隻計画中）

#### 哨戒艦艇
哨戒艇(PC)
- Mk.5型×12
- SOC-R型[注釈 5]×24隻
- 11メートルRIB型[注釈 6]×60隻
- CCM Mk1型哨戒艇×22隻[14]
- 27フィート型×68
- 34フィート型×114
- 28フィート型×58
- RAB型[注釈 7]×12隻
- RCB型[注釈 8]×6隻
- RPB型[注釈 9]×18隻
- LPB型[注釈 10]×18隻
- サイクロン級×13隻
- Mk VI型×12[14]

#### 揚陸艦
揚陸指揮艦 (LCC)
- ブルー・リッジ級×2隻

強襲揚陸艦 (LHA)
- アメリカ級×2隻（2隻建造中、1隻計画中）

強襲揚陸艦 (LHD)
- ワスプ級×7隻

ドック型輸送揚陸艦 (LPD)
- サン・アントニオ級フライトI×13隻
- サン・アントニオ級フライトII（2隻建造中、1隻計画中）

ドック型揚陸艦 (LSD)
- ホイッドビー・アイランド級×6隻
- ハーパーズ・フェリー級×4隻

エアクッション型揚陸艇 (LCAC)
- LCAC-1級×80隻
- LCAC-100級×6隻（11隻建造中、24隻計画中）

中型揚陸艇 (LCM)
- LCM6級×39隻
- LCM8級×35隻

汎用揚陸艇 (LCU)
- LCU-1610級×32隻
- LCU-2000級[注釈 11]×35隻

歩兵揚陸艇 (LCP)
- Mk.11型
- Mk.12型
- Mk.13型
- 11メートル型

揚陸艇
- MPF型×31隻

遠征高速輸送艦 (EPF)
- スピアヘッド級×14隻（1隻建造中、1隻計画中）

遠征移送ドック (ESD)
- モントフォード・ポイント級×2隻

遠征海上基地 (ESB)
- ルイス・B・プラー級×4隻（1隻建造中）[15]

#### 掃海艦艇
掃海艦 (MCM)
- アヴェンジャー級×8隻

#### 補給艦
高速戦闘支援艦 (AOE)
- サプライ級×2隻

給油艦 (AO)
- ヘンリー・J・カイザー級×16隻

貨物弾薬補給艦 (AKE)
- ルイス・アンド・クラーク級×11隻

#### 輸送艦
- ゴーファー・ステート級×3隻
- シュガート級×3隻
- ボブ・ホープ級×7隻
- ワトソン級×9隻

#### ミサイル追跡艦
- ハワード・O・ローレンツェン×1隻

#### 海洋観測艦
- パスファインダー級×7隻

#### 音響測定艦
- ヴィクトリアス級×4隻
- インペッカブル級×1隻

#### 潜水母艦
- エモリー・S・ランド級×2隻

#### 病院船
- マーシー級×2隻

### 航空機

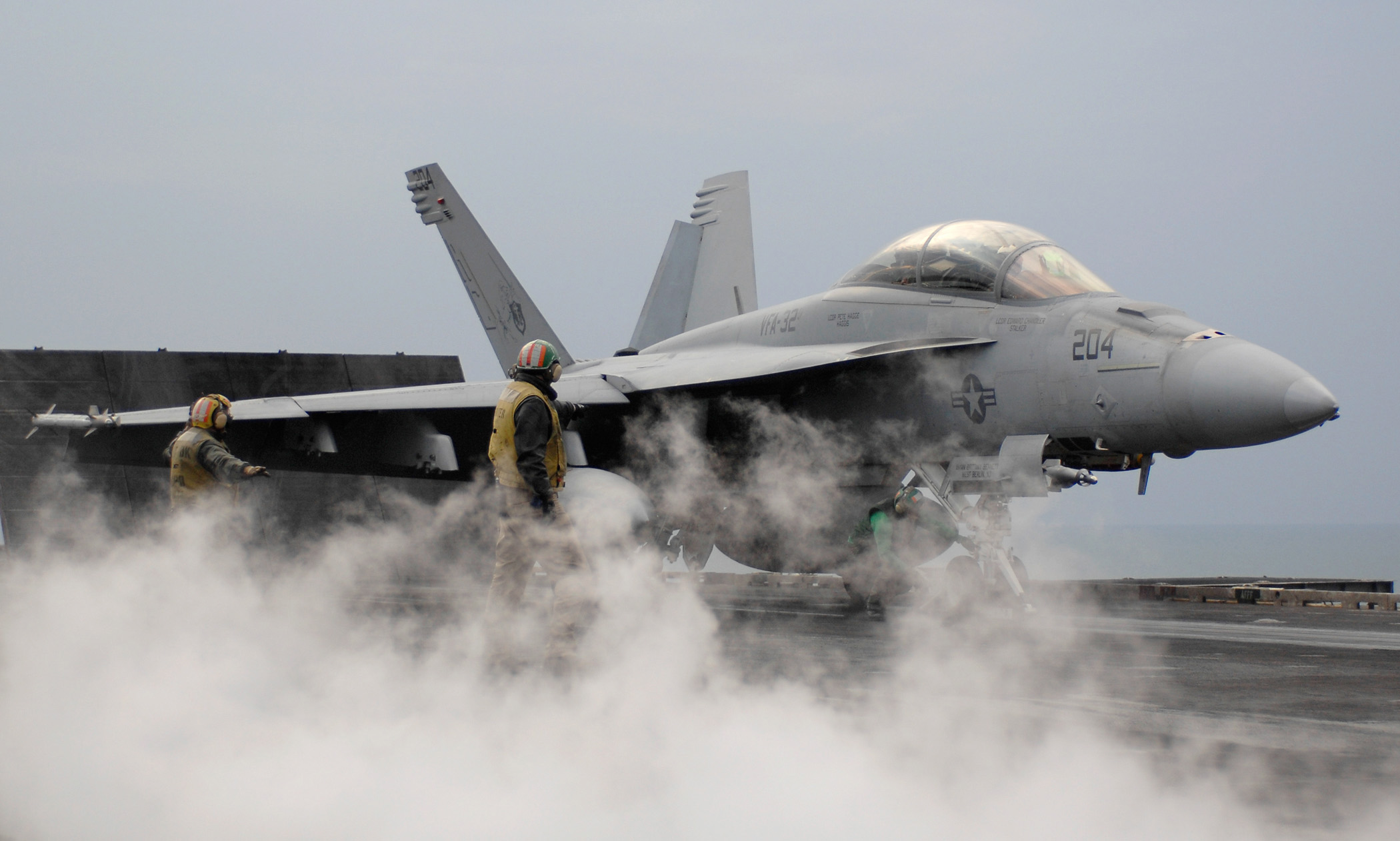
F/A-18E

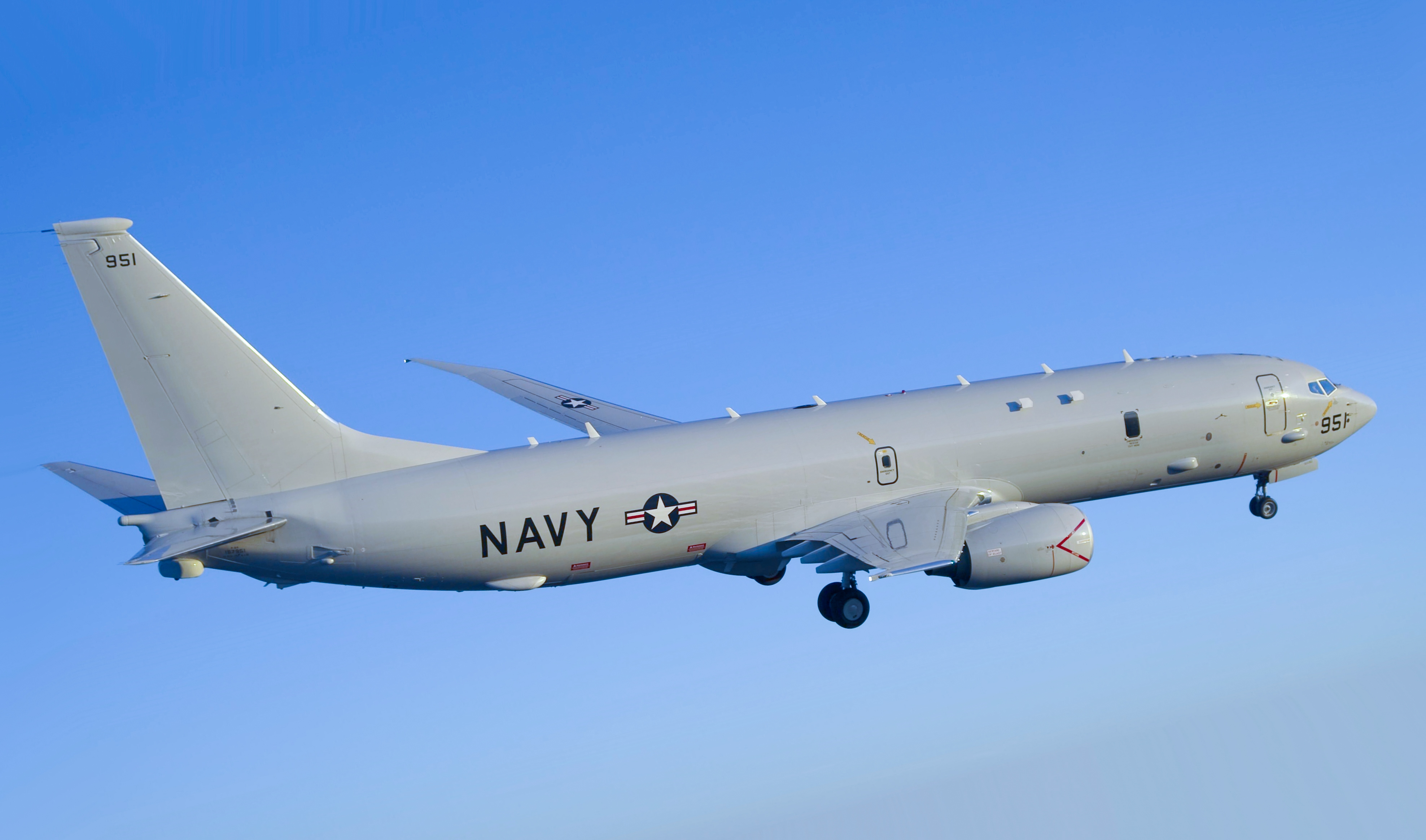
P-8A

アメリカ海軍が保有する航空機は以下のとおり。

#### 戦闘機
- F/A-18E/F スーパーホーネット×533
- F-35C ライトニングII ×56（追加配備中）

#### 早期警戒機・電子戦機・対潜哨戒機
- E-2C/D ホークアイ ×86
- E-6B マーキュリー×16
- EA-18G グラウラー×153
- EP-3E アリエス ×6
- P-8A ポセイドン ×122

#### 空中給油機
- KC-130Tハーキュリーズ ×11

#### 輸送機
- C-2A グレイハウンド×25
- C-40A ×17
- C-130J スーパーハーキュリーズ ×1
- C-130T ハーキュリーズ ×17
- C-20G ×1
- UC-12 ×13
- C-26D ×7

#### 練習機
- F/A-18A/B/C/D ホーネット ×43
- F-16A/B ファイティングファルコン ×34
- F-5F/N タイガーII ×31
- T-45A/C ゴスホーク ×189
- T-38 タロン ×10
- T-34 メンター ×15
- T-6A/B/C テキサンII ×294
- U-1 オッター ×1
- T-44 ペガサス ×56
- TH-73A スラッシャー ×100
- TH-57B/C シーレンジャー ×100
- UH-72A ラコタ ×5
- UH-60 ブラックホーク ×4
- OH-58 カイオワ ×3

#### 回転翼機
- CMV/MV-22 オスプレイ ×29（追加配備中）
- MH-53E シードラゴン ×26
- MH-60R/S シーホーク ×452

#### UAV
- MQ-4C トライトン ×30
- MQ-8A/B/C ファイアスカウト ×49
- MQ-25 スティングレイ ×1（試験中）

## 旗

2019年以降の国籍旗
2002年-2019年の国籍旗
2002年までの国籍旗（50星）
49星時の国籍旗（1959年-1960年）
海軍長官旗
海軍次官旗
海軍次官補旗
海軍次官補（航空担当）旗
海軍作戦部長旗
海軍作戦次長旗
元帥旗（階級旗）
大将旗
中将旗
少将（上級）旗
少将（下級）旗

## アメリカ海軍関連の著名人
- ニール・アームストロング

初めて月に立った宇宙飛行士。
- アラン・シェパード

アメリカ人で初めて有人宇宙飛行を遂げる。“マーキュリー・セブン”の一人。
- ジョージ・H・W・ブッシュ

第41代大統領、元CIA長官。第二次世界大戦中最年少の海軍パイロット。
- ジミー・カーター

第39代大統領、冷戦時の潜水艦乗組員およびノーベル平和賞受賞者。
- ジョージ・デューイ

米西戦争におけるマニラ湾の戦いでの英雄。
- デヴィッド・ファラガット

南北戦争時の提督。
- ウィリアム・ハルゼー

太平洋戦争中の第3艦隊司令長官。
- グレース・ホッパー

海軍少将、軍用コンピュータのパイオニア。
- ジョン・ポール・ジョーンズ

独立戦争中の指導者。世界三大提督の一人
- ジョン・F・ケネディ

第35代大統領、太平洋戦争中のPTボート艇長、自艇を日本海軍の駆逐艦天霧に衝突されて転覆した。
- アーネスト・キング

太平洋戦争中の合衆国艦隊司令長官兼海軍作戦部長。
- トーマス・C・キンケイド

太平洋戦争中の第7艦隊司令長官。
- チェスター・ニミッツ

太平洋戦争中の太平洋艦隊司令長官。
- リチャード・M・ニクソン

第37代大統領、第二次世界大戦中の補給士官。
- オリバー・ハザード・ペリー

米英戦争の英雄でペリー提督の兄。
- マシュー・ペリー

日本の開国を要求した提督。 オリバー・ハザード・ペリーの弟。
- ハイマン・G・リッコーヴァー

提督、「原子力海軍の父」と呼ばれる。
- レイモンド・スプルーアンス

太平洋戦争中の第5艦隊司令長官。
- ジョン・ヤング

海軍のパイロット、ジェミニ、アポロおよびスペースシャトル宇宙飛行士。
- カール・ヴィンソン

上院議員、海軍拡張に尽力し“Father of the Two-Ocean Navy”（二つの海の海軍の父）と呼ばれる。
- ロバート・A・ハインライン

作家。海軍兵学校を卒業後レキシントン (CV-2) などで勤務するが、結核を患い退役。第二次世界大戦中には技術士官として復帰した。
- ジョン・フィリップ・スーザ

作曲家、指揮者。星条旗よ永遠なれの作曲者。海兵隊の音楽隊で勤務した後に民間のオーケストラへ移るが、第一次世界大戦の勃発により海軍の音楽隊に任官する。
- アーレイ・バーク

第二次世界大戦中の水雷戦隊指揮官。「31ノット・バーク」の異名で知られる。海軍作戦部長を6年務めた唯一の人物。親日家であり、戦後海上自衛隊の設立に尽力。外国人として六人目に勲一等旭日大綬章を授与される。
- オーガスト・ドヴォラック

Dvorak配列を考案した教育心理学者。陸軍の砲兵として従軍した際に負傷し退役。その後は海軍予備部隊で数学や航法の教員として働く。第二次世界大戦ではガトー級潜水艦の艦長を務めた。
- テッド・ウィリアムズ

プロ野球選手。ボストン・レッドソックス在籍中に第二次世界大戦で徴兵され、操縦教官として勤務。終戦後に選手に復帰するも朝鮮戦争では海兵隊のパイロットとして従軍しエア・メダルを授与された。終戦後に再び選手として復帰。

### 海軍日本語学校の出身者
第二次大戦前にコロラド大学へ移設された海軍日本語学校からは、後に日本古典文学や日本文化の研究者となる人物が輩出されている。
- エドワード・G・サイデンステッカー

開戦に伴い語学学校に入学、進駐軍の日本語通訳を務めた。日本の文化研究者。勲三等旭日中綬章を受章。
- ドナルド・キーン

開戦に伴い語学学校に入学、軍の通訳官を務めた。日本文学研究者。文化勲章を受章。2012年に日本国籍を取得。
- ヘレン・クレイグ・マッカラ

開戦に伴い語学学校に入学、進駐軍の日本語通訳を務めた。日本文学研究者。夫のウィリアム・マッカラも日本文学研究者。
- オーテス・ケーリ

開戦に伴い語学学校に入学、ハワイの日本人捕虜収容所所長を務めた。同志社大学名誉教授。勲三等瑞宝章を受章。

## 日本に縁の有る艦名
- ヤノ USNS YANO (T-AKR 297) シュガート級車両貨物輸送艦2番艦 - ロドニー・ヤノ陸軍軍曹より
- イオー・ジマ USS IWO JIMA (LPH-2) イオー・ジマ級強襲揚陸艦1番艦(退役済) - 硫黄島の戦いより
- オキナワ USS OKINAWA (LPH-3) イオー・ジマ級強襲揚陸艦2番艦(退役済) - 沖縄戦より
- イオー・ジマ USS IWO JIMA (LHD-7) ワスプ級強襲揚陸艦7番艦、第2艦隊旗艦 - 硫黄島の戦いより(2代目)
- ダニエル・イノウエ USS Daniel Inouye (DDG-118)アーレイ・バーク級ミサイル駆逐艦68番艦 - 上院仮議長ダニエル・イノウエより